# Colegio de Arte y Diseño de Massachusetts
El Colegio de Arte y Diseño de Massachusetts, (en inglés: Massachusetts College of Art and Design) conocido como MassArt, es un colegio público de artes visuales y aplicadas en Boston, Massachusetts. Fundada en 1873, es una de las escuelas de arte más antiguas del país, la única escuela de arte independiente financiada con fondos públicos en los Estados Unidos y fue la primera escuela de arte en los Estados Unidos en otorgar un título artístico. Es miembro de Colleges of the Fenway (un consorcio universitario que comparte recursos e instalaciones ubicado en el área médica y académica de Longwood en Boston) y del Consorcio ProArts (una asociación de siete universidades del área de Boston dedicadas a las artes visuales y escénicas).

## Historia
En la década de 1860, los líderes cívicos y empresariales cuyas familias habían hecho fortunas en el comercio de China, la fabricación textil, los ferrocarriles y el comercio minorista, buscaron influir en el desarrollo a largo plazo de Massachusetts. Para estimular el aprendizaje en tecnología y bellas artes, convencieron a la legislatura estatal de fundar varias instituciones, incluido el Instituto de Tecnología de Massachusetts (1860) y el Museo de Bellas Artes (1868). La tercera de ellas, fundada en 1873, fue la Escuela de Arte Normal de Massachusetts, con la intención de apoyar la Ley de Dibujo de Massachusetts de 1870 al proporcionar maestros de dibujo para las escuelas públicas y capacitar a artistas, diseñadores y arquitectos profesionales.
Durante su primera década, el estado alquiló espacio para la escuela en varios lugares, incluidos Pemberton Square, School Street y la mansión Deacon House en Washington Street en Boston. En 1886, el estado construyó el primer edificio de la escuela en la esquina de las calles Exeter y Newbury, y luego, en 1929, trasladó la escuela a su segundo campus construido en las avenidas Longwood y Brookline. En 1983, MassArt se trasladó al antiguo campus de Boston State College en la esquina de las avenidas Longwood y Huntington, después de la fusión de esta última escuela con la Universidad de Massachusetts Boston . Boston ha designado Huntington Avenue como la "Avenida de las Artes", en reconocimiento a la ubicación de MassArt, el Museo de Bellas Artes, Escuela del Museo de Bellas Artes de Tufts, Boston Symphony Hall y otras instituciones educativas y culturales a lo largo de esta vía.

### Cronología
| Año  | Evento | Ref.        |
| ---- | --- | ----------- |
| 1869 | Catorce ciudadanos solicitan a la Legislatura de Massachusetts que brinde instrucción de dibujo "a todos los hombres, mujeres y niños". |             |
| 1870 | Se promulga una ley para convertir el dibujo en una materia obligatoria en las escuelas públicas de Massachusetts. | [ 3 ]       |
| 1873 | La legislatura asigna $7,500 para establecer la Escuela Normal de Arte de Massachusetts. |             |
| 1876 | El trabajo de los estudiantes exhibido en la Exposición del Centenario de Estados Unidos es aclamado por las delegaciones de Francia, Austria y Canadá. |             |
| 1880 | La escuela se traslada a la histórica Deacon House y comienza a ofrecer educación de posgrado. |             |
| 1886 | Se construye el edificio New Massachusetts Normal Art School en la esquina de las calles Newbury y Exeter. |             |
| 1901 | Primera persona de color se gradúa de la escuela. |             |
| 1905 | El exalumno y miembro de la facultad Albert Munsell desarrolla lo que se ha convertido en el sistema de color líder en el mundo. |             |
| 1912 | Se añaden cursos de psicología, literatura y teoría de la educación. |             |
| 1924 | La escuela se convierte en la primera escuela de arte del país en otorgar un título, la Licenciatura en Ciencias en educación artística. |             |
| 1929 | La escuela pasa a llamarse Escuela de Arte de Massachusetts. |             |
| 1930 | La Escuela de Arte de Massachusetts se muda a su nuevo edificio en la esquina de las avenidas Brookline y Longwood. |             |
| 1940 | La escultura del miembro de la facultad Cyrus Dallin, Paul Revere, se instala en el North End de Boston. |             |
| 1950 | La escuela otorga su primera Licenciatura en Bellas Artes en diseño y bellas artes. |             |
| 1957 | El primer afroamericano es nombrado miembro de la facultad: el exalumno Calvin Burnett ('42). |             |
| 1959 | La escuela pasa a llamarse Massachusetts College of Art. |             |
| 1969 | Se funda Studio for Interrelated Media, uno de los primeros programas universitarios interdisciplinarios de arte en el país. |             |
| 1972 | Se otorga el título de Maestría en Ciencias en educación artística. |             |
| 1975 | Se otorga el título de Maestría en Bellas Artes en bellas artes bidimensionales y tridimensionales. |             |
| 1981 | Se otorga el título de Maestría en Bellas Artes en diseño. |             |
| 1983 | La escuela comienza a ocupar y renovar el campus de ocho edificios en la esquina de las avenidas Huntington y Longwood. |             |
| 1989 | MassArt abre su primer dormitorio, bautizado como Walter Smith Hall en honor al director fundador de la escuela. |             |
| 1992 | MassArt completa un proyecto de $14,7 millones para renovar el campus de Huntington Avenue. |             |
| 1993 | El edificio "Longwood Campus" en la esquina de las avenidas Brookline y Longwood, que había sido el campus principal de la universidad desde 1930, es adquirido por el vecino Beth Israel Deaconess Medical Center, que integra el edificio en sus instalaciones (conservando la fachada exterior, sino destripar y reconstruir el interior). |             |
| 1997 | Toma posesión la Dra. Katherine H. Sloan, la primera mujer y décima presidenta de MassArt. |             |
| 2000 | Se funda Dynamic Media Institute, un programa de Maestría en Bellas Artes centrado en los nuevos usos de los medios en el diseño de la comunicación. |             |
| 2002 | Se abre la Residencia de Artistas, garantizando alojamiento para todos los estudiantes de primer año. |             |
| 2003 | La legislatura aprueba la Nueva Asociación con el Estado Libre Asociado, que es un nuevo modelo para su financiamiento estatal. |             |
| 2007 | La Junta de Educación Superior de Massachusetts aprueba la propuesta de la universidad para ofrecer una Maestría en Arquitectura. |             |
| 2007 | El gobernador Deval Patrick firma una legislación que cambia el nombre oficial de la universidad a Massachusetts College of Art and Design. |             |
| 2012 | Toma posesión Dawn Barrett, la undécima presidenta de MassArt. |             |
| 2014 | Kurt T. Steinberg nombrado presidente interino. | [ 4 ]       |
| 2016 | El Centro de Diseño y Medios, diseñado por Ennead Architects, una fachada de vidrio de tres pisos en 621 Huntington Avenue, ubicada de manera prominente en la Avenida de las Artes de Boston, contiene 40,000 pies cuadrados (3,700 m2) de nuevo espacio para la universidad.                                                                |             |
| 2017 | Toma posesión David P. Nelson, el duodécimo presidente de MassArt. |             |
| 2020 | Nelson deja la presidencia y Kymberly Pinder se convierte en presidenta interina. | [ 5 ] [ 6 ] |
| 2021 | Mary K. Grant fue nombrada decimotercera presidenta de MassArt. | [ 7 ]       |

## Programas académicos
El Colegio de Arte de Diseño de Massachusetts está acreditado por la Comisión de Educación Superior de Nueva Inglaterra. MassArt ofrece una licenciatura en Bellas Artes, una Maestría en Enseñanza en Educación Artística, una Maestría en Bellas Artes, una Maestría en Arquitectura (Track I y Track II - Pre-Professional-Professional) y una Maestría en Innovación en Diseño. , y está acreditado por la Junta Nacional de Acreditación de Arquitectura (NAAB). MassArt también ofrece una serie de programas preuniversitarios (tanto con crédito como sin crédito) para estudiantes de secundaria, y programas de certificación y educación continua para artistas profesionales y no profesionales. Además, MassArt aún cumple su misión original, con programas continuos para profesores de arte de escuelas primarias y secundarias.
El plan de estudios de pregrado de MassArt incluye un programa básico para el primer año, que proporciona una exposición obligatoria a los conceptos básicos del arte y el diseño en 2D y 3D. Los requisitos de graduación incluyen un estudio electivo y múltiples cursos de Estudios Críticos.
Aproximadamente el 30% del alumnado de MassArt es asiático, afroamericano, hispano/latino, nativo americano o multirracial.

## Tradiciones y celebraciones
El "Mass Art Iron Corps" organiza un evento "Iron Pour" en MassArt aproximadamente cuatro veces al año. El evento se centra en un espectacular vertido de hierro fundido al rojo vivo en moldes para la escultura. En el pasado, esto se celebraba con acompañamiento de música, danza y otras actuaciones. Sin embargo, alrededor de 2010, el Departamento de Bomberos de Boston insistió en reducir en gran medida el número de personas presentes, por motivos de seguridad. Todavía se afirma que los vertidos consumen alrededor de 10,000 libras (4,500 kg) de hierro por año.
El departamento de Bellas Artes 2D organiza una Serie de impresión maestra anual, donde MassArt invita a un artista visitante a trabajar en colaboración con los estudiantes y el cuerpo docente del departamento de grabado para producir ediciones de nivel profesional para el artista.
La subasta MassArt, un evento con boleto organizado por Institutional Advancement, se lleva a cabo en abril y presenta importantes obras de arte que se venden para beneficiar directamente las becas de los estudiantes.

## Museo de Arte MassArt
El Museo de Arte MassArt (MAAM) es un museo de arte contemporáneo gratuito que se inauguró en febrero de 2020 en el campus de MassArt. Anteriormente conocido como las galerías Bakalar y Paine, el espacio reabrió después de extensas renovaciones, con un nuevo nombre, marca y una misión ampliada. La renovación fue apoyada por la campaña de capital "Unbound" de MassArt, que recaudó $12,5 millones para financiar el proyecto.
La entrada al MAAM se encuentra en un edificio inmediatamente a la izquierda de la nueva entrada pública a los edificios MassArt, que se encuentra en el edificio Design and Media Center.

## Campus

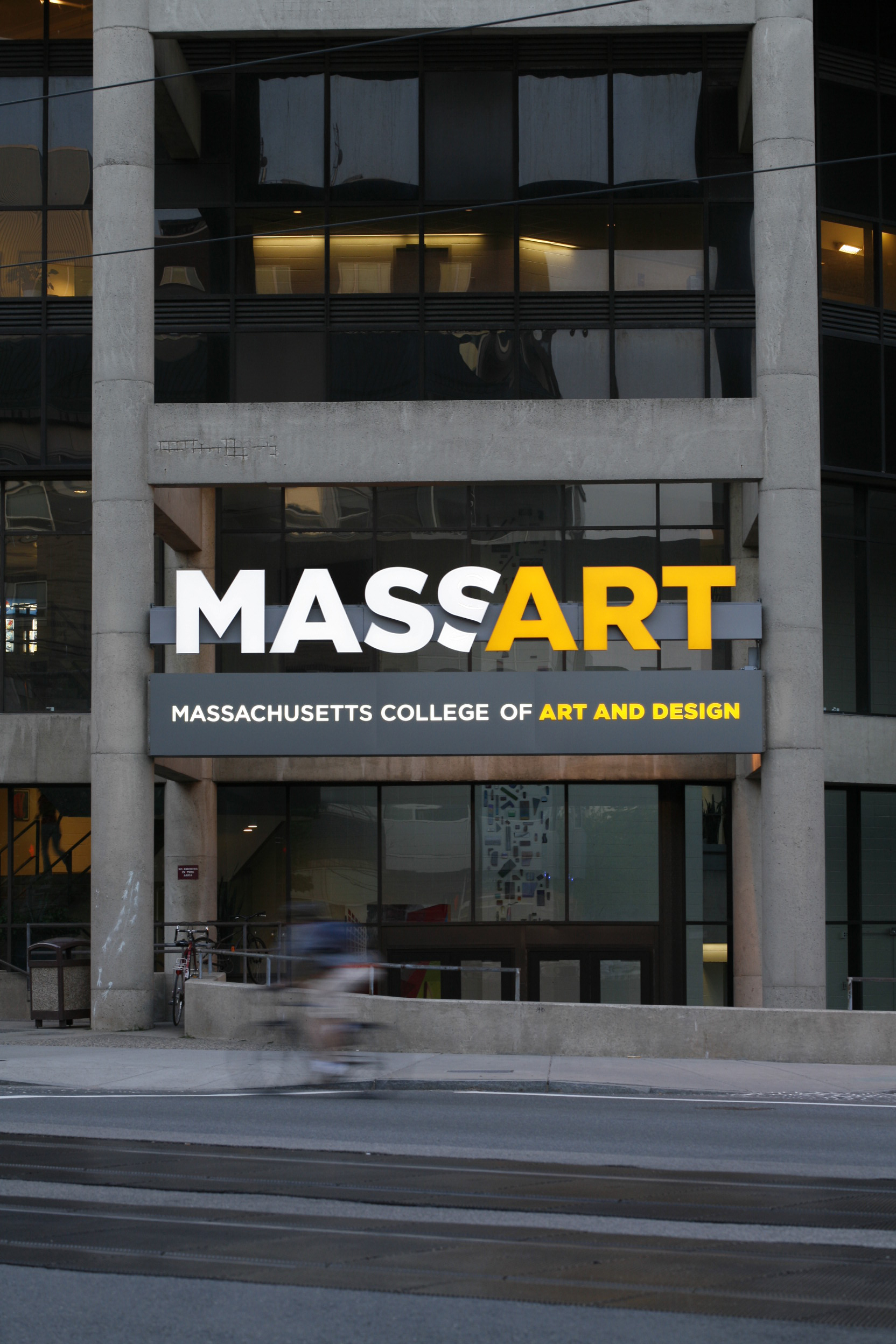
Esta antigua entrada principal simbólica a los edificios académicos de MassArt todavía se usa a diario.

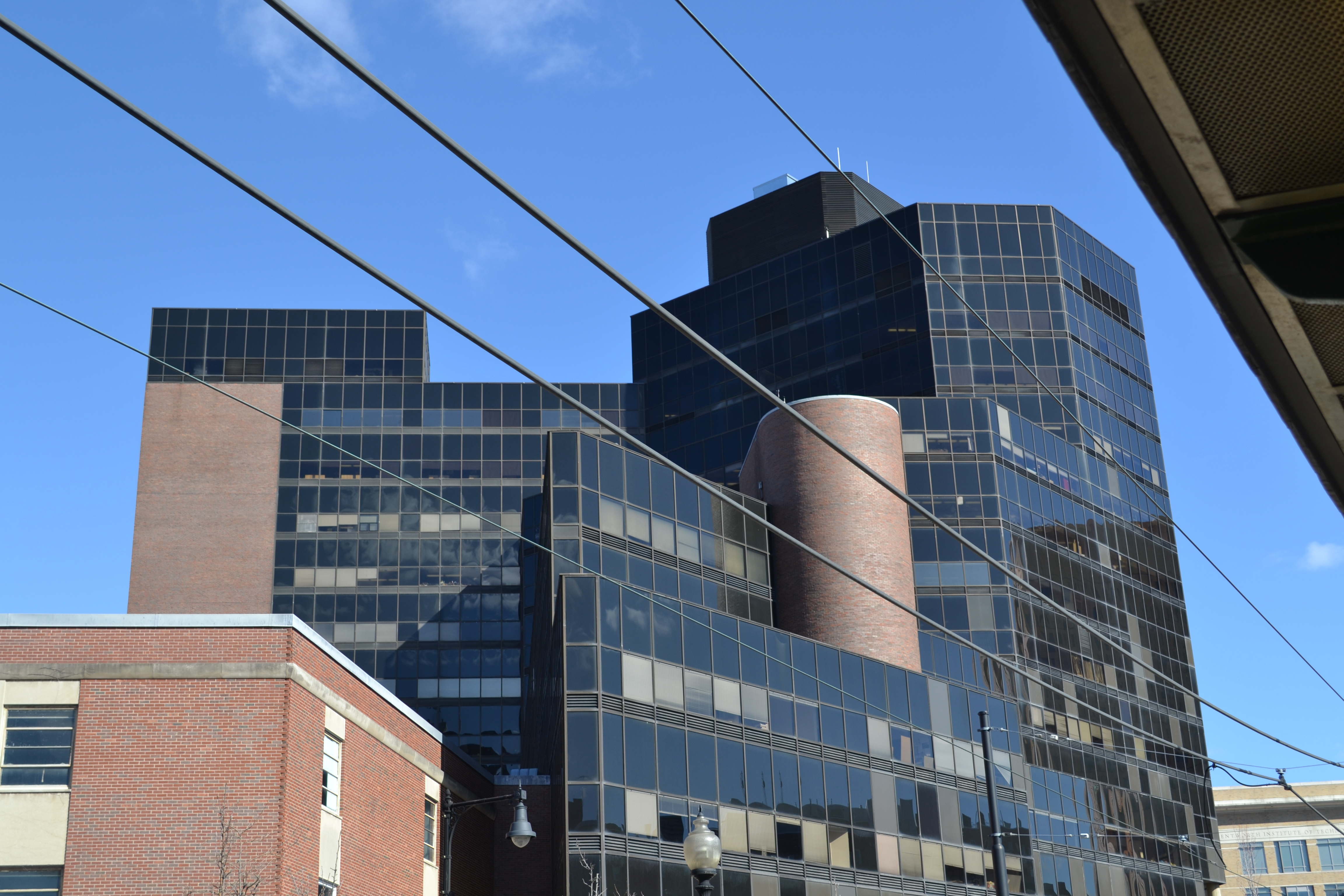
Uno de los espacios principales de MassArt es el Tower Building. El edificio de ladrillo rojo en la parte inferior izquierda se ha transformado desde entonces en el nuevo Centro de Diseño y Medios, que es la entrada pública al complejo principal del campus.

MassArt tiene su sede en 621 Huntington Avenue en Boston, Massachusetts, y ocupa un bloque trapezoidal de edificios antiguos y nuevos que ha adquirido en las últimas dos décadas. La mayoría de sus edificios académicos eran el antiguo campus de Boston State College, adquirido después de que BSC se fusionara con la Universidad de Massachusetts Boston.
MassArt está ubicado en Huntington Avenue, que ha sido designada y firmada como "La Avenida de las Artes" en Boston. El campus también se encuentra junto al área médica de Longwood, y sus vecinos inmediatos en Longwood Avenue incluyen la Escuela de Medicina de Harvard y la Universidad MCPHS (antes Facultad de Farmacia y Ciencias de la Salud de Massachusetts). Los vecinos cercanos a lo largo de Huntington Avenue incluyen el Museo Isabella Stewart Gardner (ISGM), el Museo de Bellas Artes, la Escuela del Museo de Bellas Artes (SMFA) y el Instituto de Tecnología de Wentworth. Más adelante en "La Avenida de las Artes" se encuentran la Universidad del Nordeste, el Teatro de la Universidad de Boston, el Boston Symphony Hall, el Horticultural Hall y el New England Conservatory of Music.
Anteriormente, MassArt había ocupado varios edificios repartidos por los vecindarios Fenway-Kenmore y Longwood de Boston, con su campus principal ubicado en la esquina de las avenidas Brookline y Longwood. A mediados de la década de 1990, ese edificio fue adquirido por el Beth Israel Deaconess Medical Center, que destruyó y reconstruyó el interior del edificio, pero mantuvo intacta la fachada distintiva.
En 2009, se renovó el Campus Center (ubicado en el edificio Kennedy, en la esquina de las avenidas Huntington y Longwood), con adiciones de una nueva fachada de vidrio de dos pisos en Longwood Avenue, servicios de comida y la librería universitaria. El nivel inferior incluye ReStore, un espacio de reciclaje dirigido por estudiantes para aceptar y redistribuir los suministros de arte, materiales, herramientas, equipos y publicaciones excedentes de forma gratuita.
En 2016, el edificio que anteriormente albergaba un gimnasio se destruyó por completo y se renovó como un nuevo Centro de Diseño y Medios, incluidas las instalaciones para el programa Studio for Interrelated Media. Además, el nuevo edificio ofrece una entrada formal espaciosa al campus académico y un nuevo espacio para la galería. Este gran proyecto se describió en el sitio web de MassArt e incluyó una transmisión de cámara web de construcción en vivo.

### Transporte
El campus de MassArt cuenta con el servicio de la parada MBTA Longwood Medical Area en el ramal E de la línea Verde, en la esquina de las avenidas Huntington y Longwood (al lado del Campus Center). Esta ubicación también es una parada en las rutas de autobús MBTA #39 y CT2. Otras opciones de transporte público cercanas se describen en línea.
Los espacios de estacionamiento son extremadamente escasos cerca del campus de MassArt, especialmente durante el día. Un número limitado de espacios pagados para estudiantes y personal se asigna mediante un proceso de solicitud formal. Los visitantes pueden usar el estacionamiento medido y comercial en el área.

### Mapas
El campus académico de MassArt es compacto y consta de una serie de edificios interconectados construidos y renovados a lo largo de varias décadas. Las diferentes alturas de los pisos en los edificios adyacentes se acomodan mediante una combinación de escaleras, rampas y ascensores, lo que da como resultado un diseño interno complejo que puede desorientar a los visitantes. Un mapa oficial está disponible en el campus y en línea, que muestra la mayoría de los puntos de interés, incluidos siete espacios de galerías de arte abiertos al público. El mapa también muestra los ascensores, los ascensores para sillas de ruedas y las rutas accesibles que atraviesan e interconectan los distintos edificios.

### Edificios académicos
El campus académico de MassArt está compuesto por seis edificios interconectados: Kennedy, South, Collins, North, East y Tower. También hay un patio cerrado ubicado en el centro del cuadrángulo formado por Sur, Collins, Norte y Este. El buque insignia del campus académico es el Tower Building de 13 pisos, envuelto en una fachada de vidrio oscuro, con espacios prominentes de entrada/vestíbulo a lo largo de Huntington Ave. La Biblioteca Morton R. Godine ocupa los dos pisos superiores del Tower Building, y la oficina del presidente es en el piso 11. Hay un auditorio en la sección de poca altura del Tower Building.
El nuevo edificio del Centro de Diseño y Medios sirve como el portal principal formal hacia el campus académico, con un vestíbulo de entrada grande y espacioso que puede acomodar exhibiciones e instalaciones de arte temporales muy grandes. Los laboratorios de medios contemporáneos, las aulas, los espacios de reunión, los espacios de proyectos e instalaciones y las galerías también se encuentran aquí. Hay una línea de tiempo gráfica permanente de la historia de MassArt y sus escuelas predecesoras junto con una larga rampa al costado del vestíbulo de entrada, que destaca e ilustra los logros de la facultad, el personal y los estudiantes a lo largo de los años.

### Galerías de arte
Hay al menos siete galerías en el campus disponibles para espectáculos y exhibiciones de estudiantes. Estos incluyen las galerías Arnheim, Brant, Doran, Godine Family, Frances Euphemia Thompson y Student Life. El Centro Pozen, un área construida específicamente para albergar eventos y actuaciones de mayor escala, está ubicado en la planta baja del Edificio Norte. El Design and Media Center cuenta con un espacioso vestíbulo de entrada que se utiliza para grandes instalaciones temporales, así como espacios adicionales de galería más pequeños.
Además, las obras de arte en todos los medios se muestran de manera informal en todo el campus, en los pasillos, las escaleras, las rampas, los espacios al aire libre y las aulas. Los estudiantes pueden (y lo hacen) instalar obras de arte en casi cualquier lugar, sujeto a una revisión de seguridad.

### Residencias
El campus incluye tres residencias estudiantiles, todas ubicadas directamente frente a "The Avenue of the Arts" desde el campus académico de MassArt: "Treehouse" (578 Huntington Ave.), Smith Hall (640 Huntington Ave.) y "The Artists 'Residence". (600R Huntington Avenue). Todas las residencias cuentan con seguridad profesional las 24 horas del día, los 7 días de la semana, conectividad de teléfono/cable/datos y planes de comidas parciales o completos. Cada residencia tiene su propio director de residencia residente y asistentes de residentes de estudiantes capacitados.
Smith Hall alberga solo a estudiantes de primer año admitidos en el Programa de la Fundación en MassArt, en espacios habitables estilo suite de 3 a 5 estudiantes. Es un edificio de apartamentos renovado de 5 pisos ubicado inmediatamente al otro lado de la calle del edificio Kennedy de MassArt. Además de las habitaciones para estudiantes, hay salas de trabajo de estudio y habitaciones tranquilas en cada piso.
La residencia de artistas ("The Rez") alberga artistas de primer año, estudiantes de último año y estudiantes de posgrado. Es una estructura de 9 pisos ubicada al otro lado de la calle del edificio MassArt Tower. La Residencia de Artistas es la primera residencia universitaria financiada con fondos públicos en los Estados Unidos diseñada específicamente para albergar a estudiantes de arte, e incluye espacios de estudio y un pulverizador en el último piso.
Treehouse es una colorida torre de dormitorios de 21 pisos ubicada junto a The Artists' Residence. Es una nueva estructura diseñada por la firma ADD Inc. (Boston) con una amplia colaboración de los estudiantes de MassArt, además de otras dos universidades miembros del consorcio Colleges of the Fenway. La apariencia externa del edificio se inspiró en la pintura de Gustav Klimt, El árbol de la vida.
The Treehouse acomoda principalmente a estudiantes de primer y segundo año en diseños estilo suite en habitaciones individuales, dobles y triples, con baños compartidos en suite. El segundo piso es un Centro de Salud para Estudiantes, compartido por estudiantes de MassArt, el Instituto Tecnológico de Wentworth y la Universidad MCPHS. El tercer piso se llama "Pijama Floor" e incluye una sala de juegos/sala de TV, una sala de estudio grupal, una lavandería, una sala de ejercicios, un área de venta y una cocina comunitaria.

### Otras instalaciones
Los estudiantes de MassArt tienen acceso a las instalaciones comunes que normalmente se encuentran en muchas universidades, incluida una cafetería a gran escala, un café pequeño, una tienda escolar, una tienda de reciclaje, una biblioteca, un centro de estudiantes, un centro de salud, un centro de asesoramiento, un auditorio, laboratorios de computación y un gimnasio. Otras instalaciones no tan habituales incluyen un laboratorio de tipografía en funcionamiento con una colección de archivo de más de 500 tipos de letra de madera y metal , 10 galerías de arte, espacios de estudio, cabina de pintura, taller de carpintería, estudio de creación digital, estudio de sonido y espacios de actuación.
El consorcio Colleges of the Fenway brinda a los estudiantes de MassArt acceso compartido adicional a las instalaciones de otras cinco escuelas cercanas, incluida su biblioteca, atletismo y recursos teatrales. Los estudiantes de MassArt (con identificación) también tienen entrada gratuita al Museo de Bellas Artes de Boston; Museo Isabella Stewart Gardner; Instituto de Arte Contemporáneo, Boston; y el Museo de Arte de Danforth; el ISGM está al otro lado de la calle y el MFA está a poca distancia a pie del campus.
- Datos: Q4381563
- Multimedia: Massachusetts College of Art and Design / Q4381563

1. ↑  «Massachusetts College of Art and Design Announces Dr. Mary K. Grant As New President». MassArt (en inglés). 4 de mayo de 2021. Consultado el 30 de marzo de 2022.
2. 1 2 3 4 5 6  «Quick Facts». MassArt (en inglés). Consultado el 30 de marzo de 2022.
3. ↑  Stankiewicz, Mary Ann (2016). Developing visual arts education in the United States : Massachusetts Normal Art School and the normalization of creativity. ISBN 978-1-137-54449-0. OCLC 951809597. Consultado el 30 de marzo de 2022.
4. ↑  «Massachusetts College of Art and Design | Announcements». web.archive.org. 19 de agosto de 2014. Archivado desde el original el 19 de agosto de 2014. Consultado el 30 de marzo de 2022.
5. ↑  «Massachusetts College of Art and Design Announces David P. Nelson Will Step Down as President». MassArt (en inglés). 9 de abril de 2020. Consultado el 30 de marzo de 2022.
6. ↑  «Office of the President». MassArt (en inglés). 19 de diciembre de 2016. Consultado el 30 de marzo de 2022.
7. ↑  «MassArt names former Kennedy institute head new pr». www.bizjournals.com. Consultado el 30 de marzo de 2022.
8. ↑  «Massachusetts Institutions». NECHE (en inglés estadounidense). Consultado el 30 de marzo de 2022.
9. ↑  «Continuing education». MassArt (en inglés). Consultado el 30 de marzo de 2022.
10. ↑  «TWISTING METAL: HANGING WITH THE LAST OF AN IRON BREED | DigBoston». web.archive.org. 7 de abril de 2014. Archivado desde el original el 7 de abril de 2014. Consultado el 30 de marzo de 2022.
11. ↑  «Printmaking». MassArt (en inglés). 18 de octubre de 2016. Consultado el 30 de marzo de 2022.
12. ↑  «MassArt Auction». MassArt (en inglés). 21 de diciembre de 2016. Consultado el 30 de marzo de 2022.
13. ↑  «Home | MassArt Art Museum». maam.massart.edu. Consultado el 30 de marzo de 2022.
14. ↑  «MassArt Announces the MassArt Art Museum (MAAM)». MassArt (en inglés). 7 de mayo de 2019. Consultado el 30 de marzo de 2022.
15. ↑  «MassArt to open free art museum in 2020». www.bizjournals.com. Consultado el 30 de marzo de 2022.
16. ↑  «Massachusetts College of Art and Design | Design and Media Center». web.archive.org. 8 de marzo de 2014. Archivado desde el original el 8 de marzo de 2014. Consultado el 30 de marzo de 2022.
17. ↑  «Massachusetts College of Art and Design | Public Transportation». web.archive.org. 8 de marzo de 2014. Archivado desde el original el 8 de marzo de 2014. Consultado el 30 de marzo de 2022.
18. ↑  «Massachusetts College of Art and Design | Parking». web.archive.org. 8 de marzo de 2014. Archivado desde el original el 8 de marzo de 2014. Consultado el 30 de marzo de 2022.
19. ↑  «Campus Map» (PDF). Colegio de Arte y Diseño de Massachusetts. Archivado desde el original el 1 de junio de 2019. Consultado el 30 de marzo de 2022.
20. ↑  «Galleries». MassArt (en inglés). Consultado el 30 de marzo de 2022.
21. ↑  «Inside MassArt | Smith Hall». web.archive.org. 25 de diciembre de 2013. Archivado desde el original el 25 de diciembre de 2013. Consultado el 30 de marzo de 2022.
22. ↑  «MASSART RESIDENCE HALL STORY: THIS IS THE HOUSE THAT COLLABORATION BUILT | MASCO». web.archive.org. 25 de diciembre de 2013. Archivado desde el original el 25 de diciembre de 2013. Consultado el 30 de marzo de 2022.
23. ↑  «Inside MassArt | Tree House (New Residence Hall)». web.archive.org. 25 de diciembre de 2013. Archivado desde el original el 25 de diciembre de 2013. Consultado el 30 de marzo de 2022.
24. ↑  «Universal Tools». MassArt (en inglés). 22 de diciembre de 2016. Consultado el 30 de marzo de 2022.